# Stenothemus grahami
Stenothemus grahami es una especie de coleóptero de la familia Cantharidae.

## Distribución geográfica
Habita en China.